# 圣阿尼昂 (埃纳省)
圣阿尼昂（法語：Saint-Agnan，法語發音：[sɛ̃.t‿aɲɑ̃]）是法国上法蘭西大區埃纳省的一个市镇，位于该省南部，属于蒂耶里堡区。2016年，圣阿尼昂与临近的2个市镇合并为新市镇香槟谷村。

## 地理
圣阿尼昂（49°1'13"N, 3°35'41"E）面积8.07 平方千米，位于法国上法蘭西大區埃纳省，该省份为法国北部内陆省份，北起北部省，西接索姆省和瓦兹省，东临阿登省和马恩省，西南至塞纳-马恩省，东北部与比利时接壤。
与圣阿尼昂接壤的市镇（或旧市镇、城区）包括：布里地区博尔讷、塞勒莱孔代、拉沙佩勒蒙托东、蒙蒂雷勒、勒伊-索维尼、库尔蒂耶济、香槟谷村。

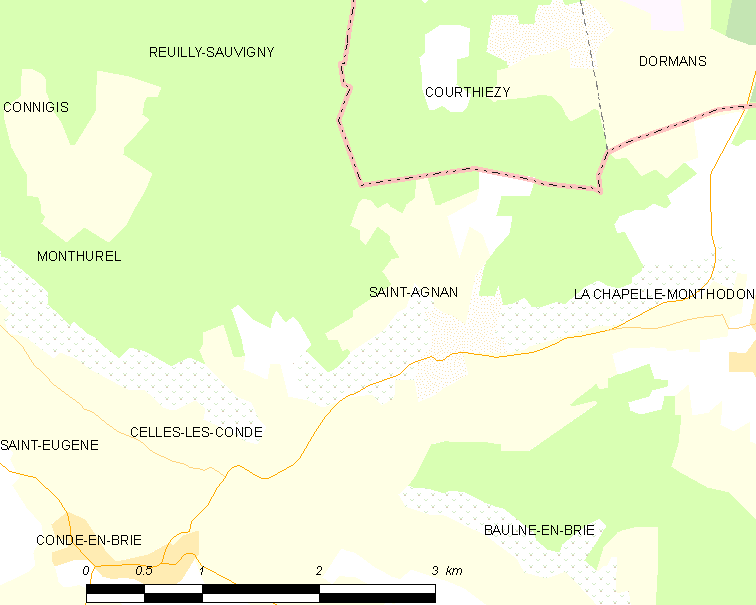
的OSM定位图

圣阿尼昂的时区为UTC+01:00、UTC+02:00（夏令时）。

## 行政
圣阿尼昂的邮政编码为02330，INSEE市镇编码为02669。

## 政治
圣阿尼昂所属的省级选区为马恩河畔埃索姆县。

## 人口

1962-2008年间人口变化图示

圣阿尼昂于2018年1月1日时的人口数量为104人。